# 3245 Jensch
3245 Jensch è un asteroide della fascia principale. Scoperto nel 1973, presenta un'orbita caratterizzata da un semiasse maggiore pari a 3,1235535 UA e da un'eccentricità di 0,1633754, inclinata di 0,33090° rispetto all'eclittica.